# Toxoderopsis
Toxoderopsis es un género de mantis de la familia Toxoderidae.

## Especies
Tiene las siguientes especies:
- Toxoderopsis spinigera
- Toxoderopsis taurus

- Datos: Q10700700